# Азербайджанская народная музыка

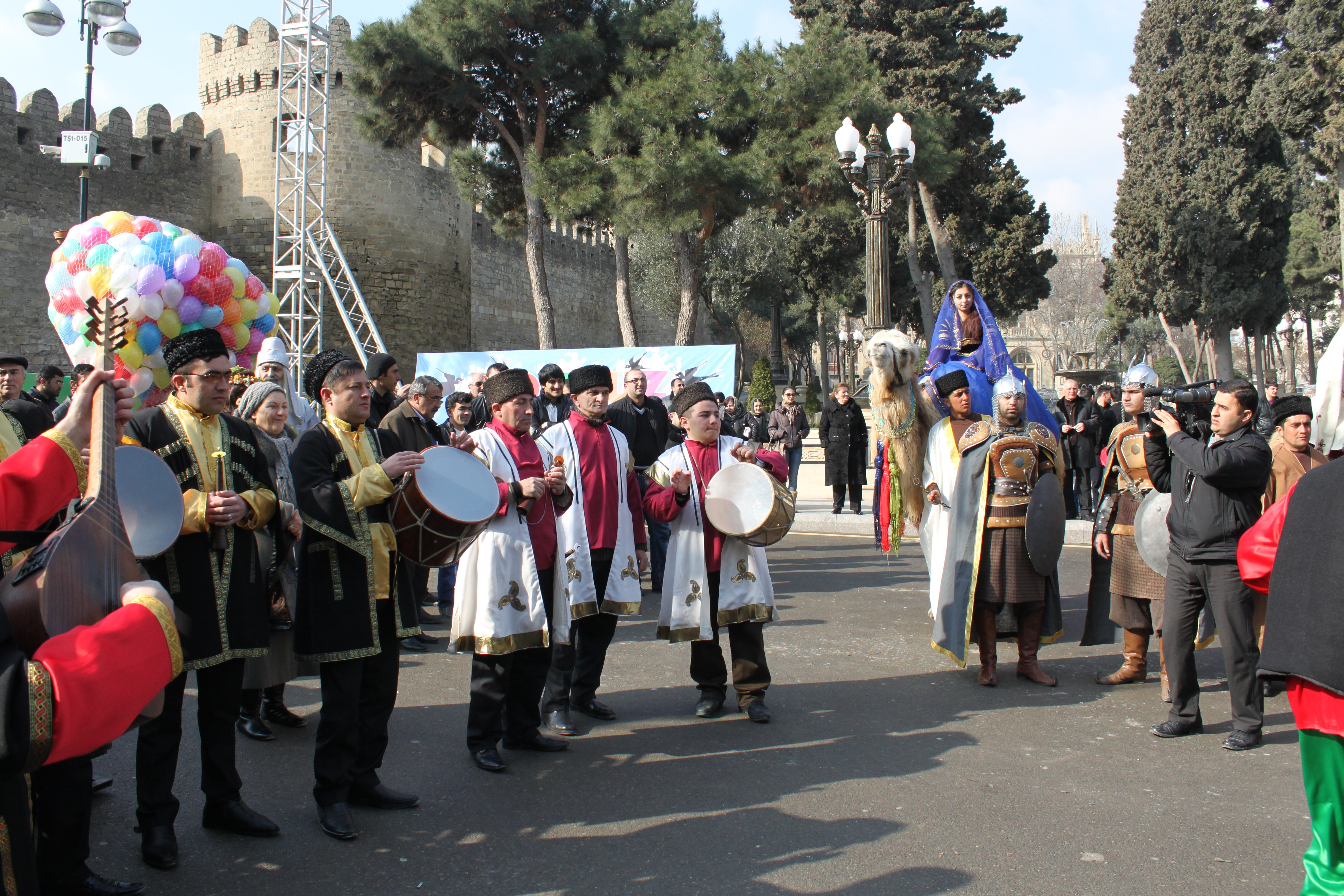
Народные музыканты на празднике Новруз в Баку

Азербайджанская народная музыка неотделима от музыкального искусства других народов Ближнего и Среднего Востока, однако она отмечена самобытностью, ярким национальным своеобразием.
Народная музыка Азербайджана отличается разнообразием жанров — это песня, танец, ашугское творчество, мугам. Как и в песнях, в танцах нашли своё отражение тип темперамента их создателей.
В азербайджанской народной музыке существуют 7 основных ладов или мугамов: Раст, Шур, Сегях, Чахаргях, Шуштер, Баяты-Шираз, Гумаюн и несколько дополнительных мугамов. Семантика лада раст имеет важное значение, для мужественных и героических танцев. В женских танцах чаще применяются сегях, шур. В своей работе «Основы азербайджанской народной музыки» композитор Узеир Гаджибеков пишет:

По метро-ритмическому построению азербайджанская народная музыка подразделяется на музыку с чётко выраженным метрическим размером и на музыку без какого-либо метра. Музыку с четко выраженным размером образуют народные песни, все виды народных танцев, а также «теснифы» (вокальная музыка) и «ранги» (инструментальная музыка). Размеры этих форм самые обыкновенные, т. е. 6/4, 4/4, 3/4, 2/4,  4/8. 6/8. 3/8. Совершенно отсутствуют такие размеры, как 7/8, 5/4, которые встречаются в музыке других народов Востока. Размер 4/4 является более характерным для азербайджанской музыки, чем 2/4.

Одна из особенностей ладово-интонационной системы азербайджанской музыки — наличие микроинтервалики (в октаве 17 ступеней).

## Музыкальные инструменты
Азербайджанские музыкальные инструменты довольно разнообразны (их около 60). Широко распространены духовые — тутэк, баламан, или балабан, зурна; струнно-щипковые — тар, саз (его разновидности: дшурэ-саз — маленький саз, бейюк-саз — большой саз, голтух-саз — подмышечный саз), уд, канун; струнно-смычковые — кяманча; ударные — даф (бубен), нагара, гоша-нагара. Среди старинных инструментов, вышедших из обихода,- кавал, мусигар, нэсрир, пейпур, эрганун (духовые); чагане, пандура (струнно-смычковые); барбет, руд, рубаб,  ченг (струнно-щипковые); тэбль, думбек (ударные).
1 мая 1932 года композитор Узеир Гаджибеков создал первый нотный оркестр азербайджанских народных инструментов им. С.Рустамова, а в январе 2000 года при Азербайджанской государственной филармонии был создан Азербайджанский государственный оркестр народных инструментов.
5 декабря 2012 года азербайджанское искусство исполнения на таре было включено в список нематериального культурного наследия ЮНЕСКО.

Народные музыкальные инструменты, выставленные в Музее искусства и истории города Коньяк (Франция) в дни Выставки, посвященной азербайджанскому искусству и ремеслу. 5-7 ноября 2012
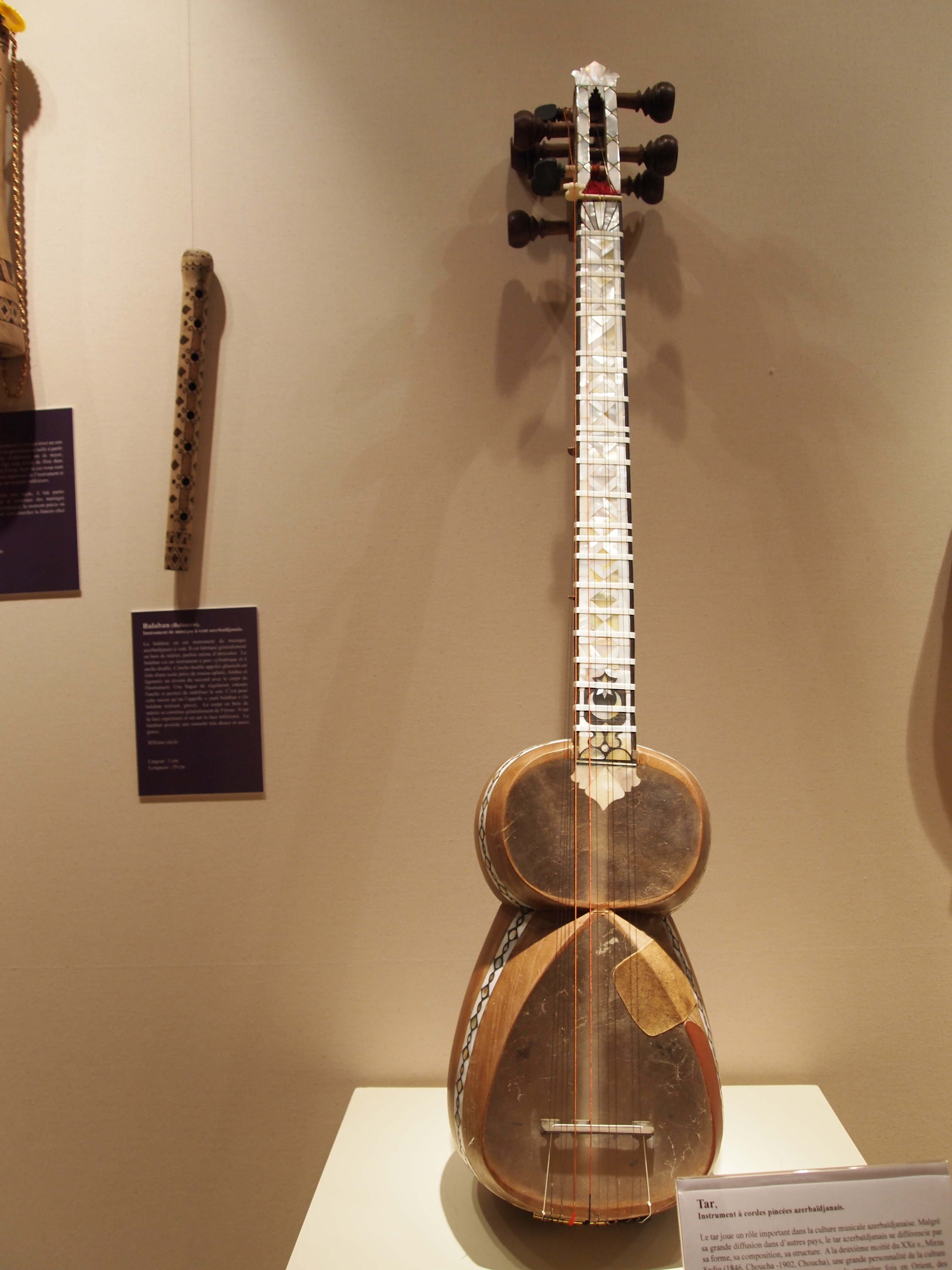
Тар
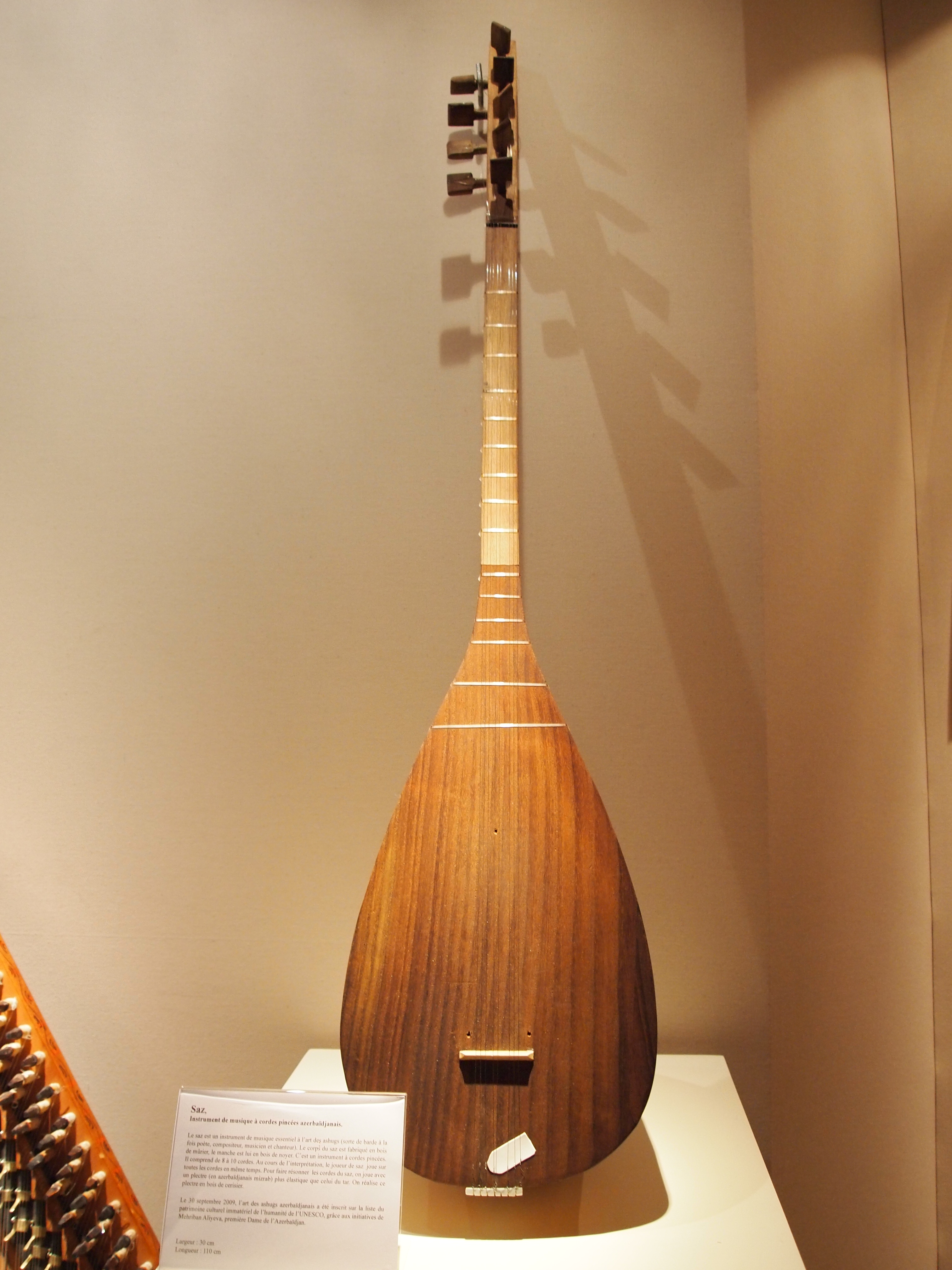
Саз
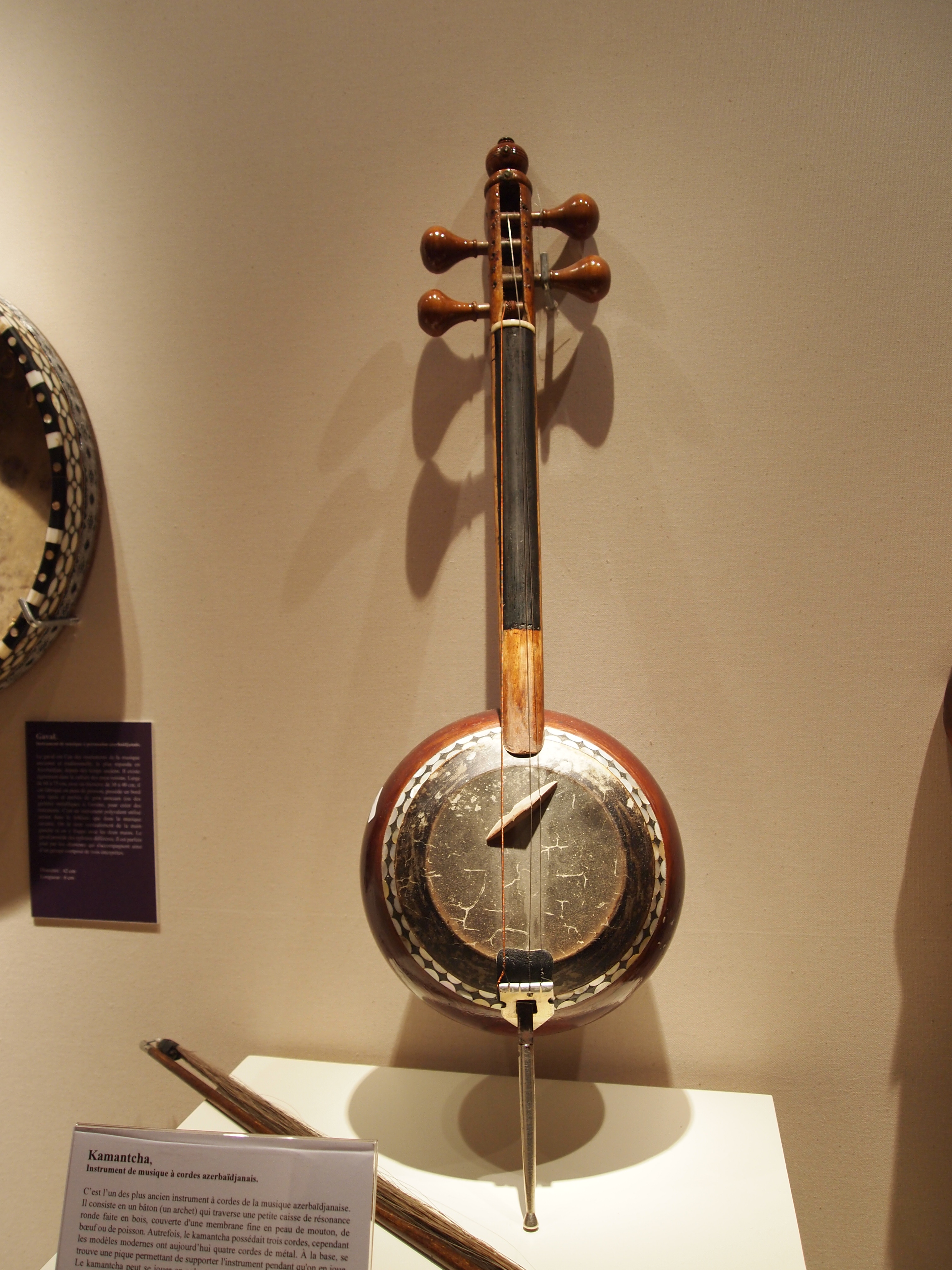
Кяманча
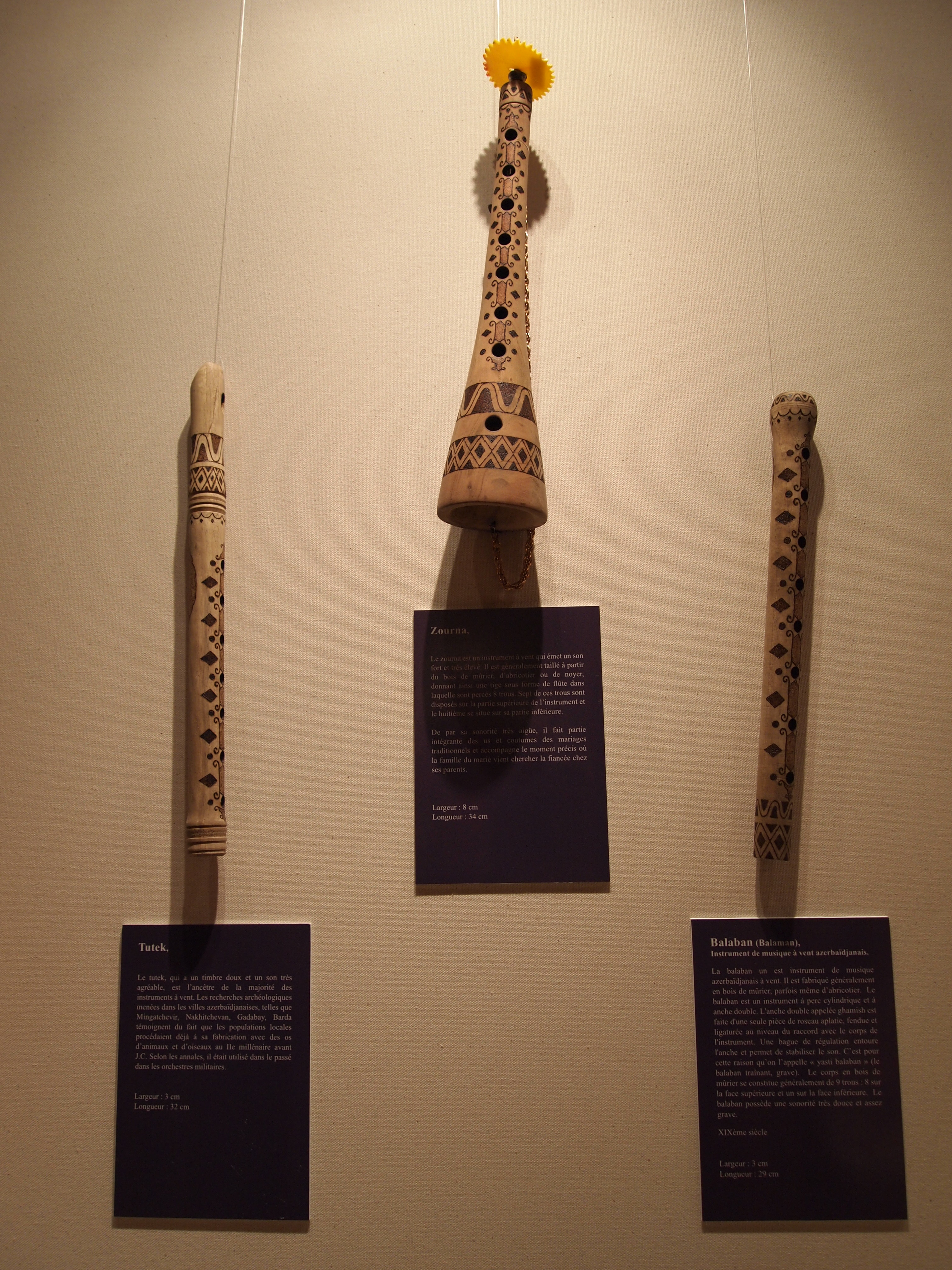
Тутек, зурна и балабан
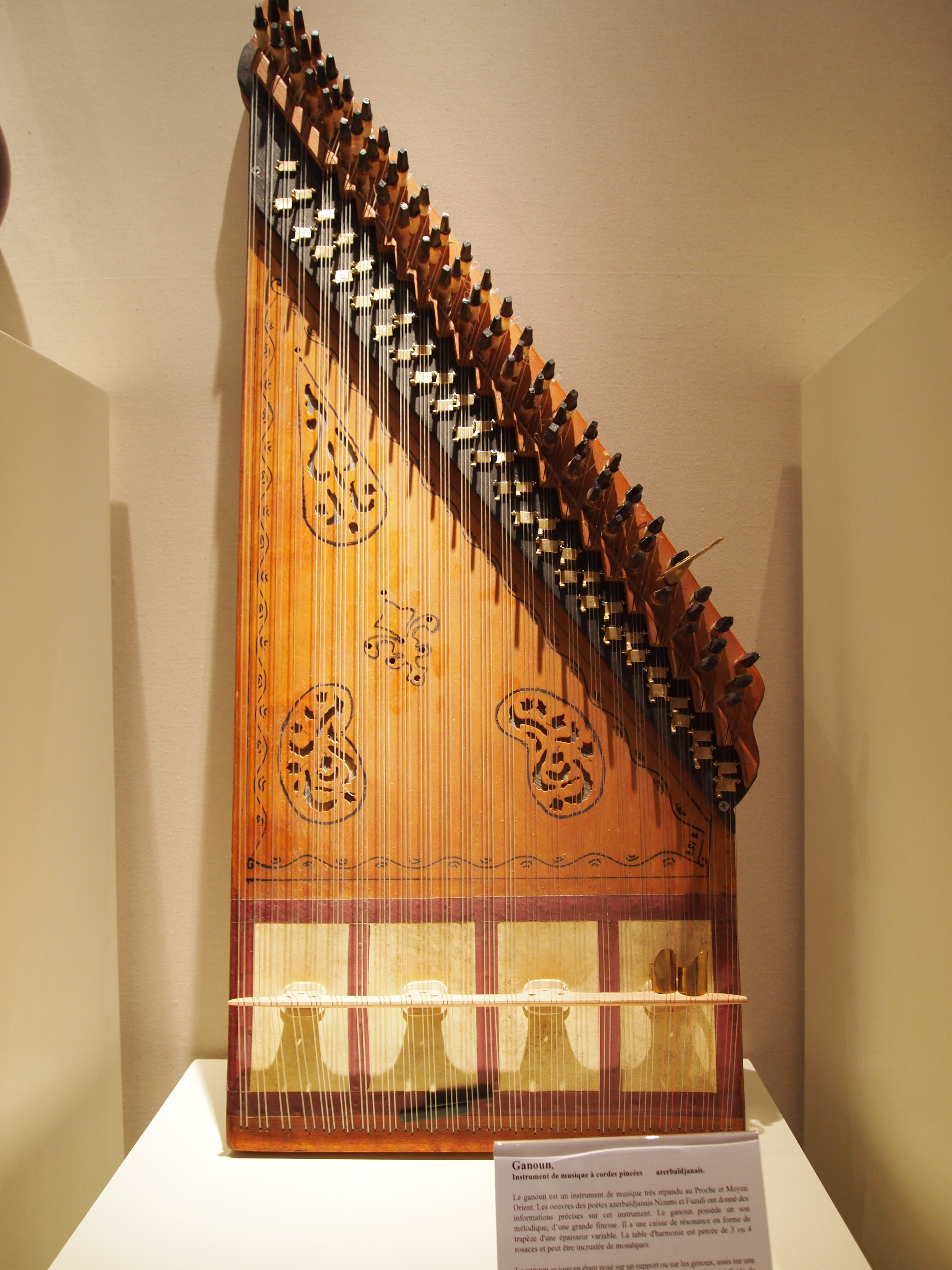
Канун
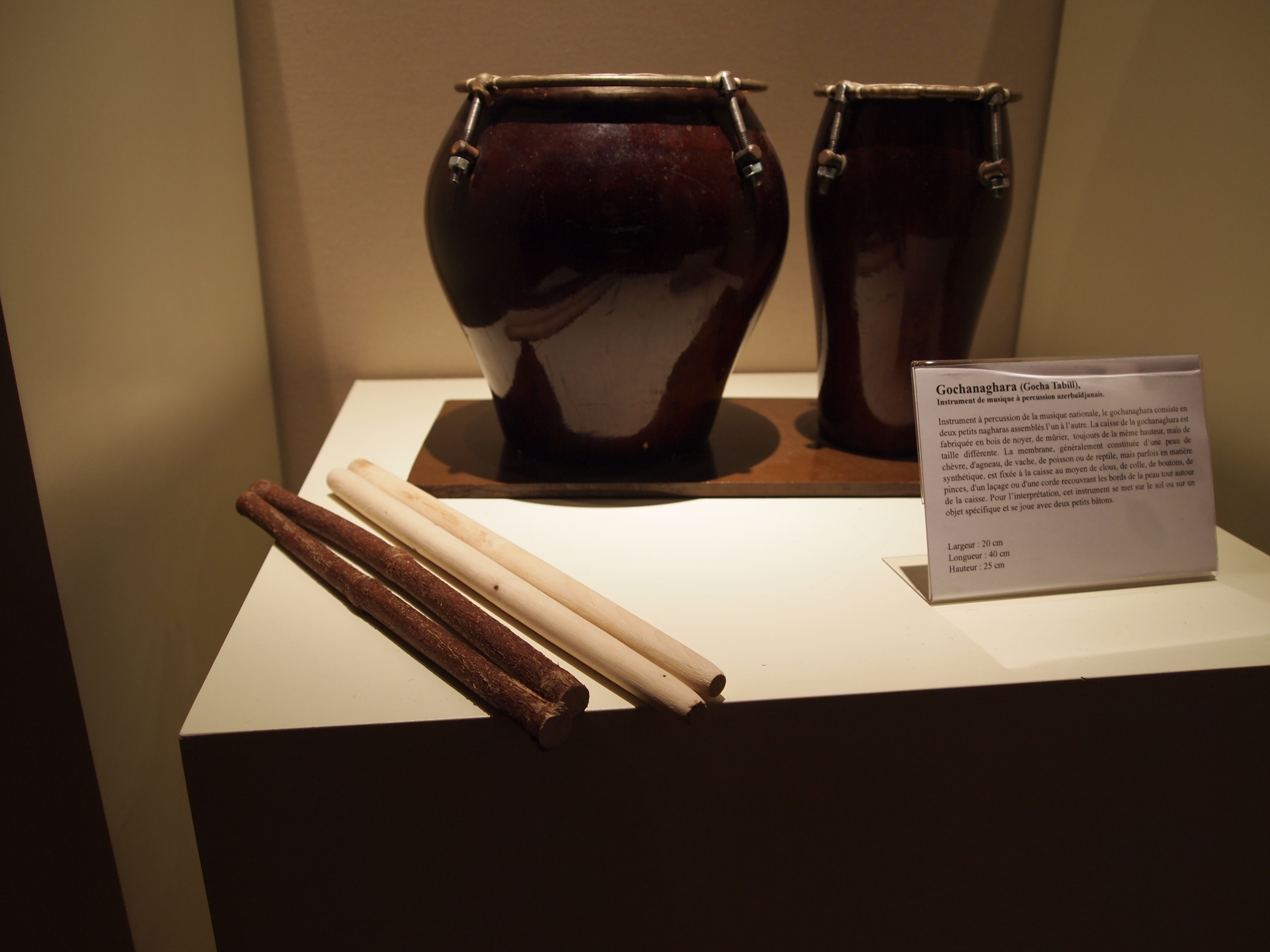
Гоша-нагара
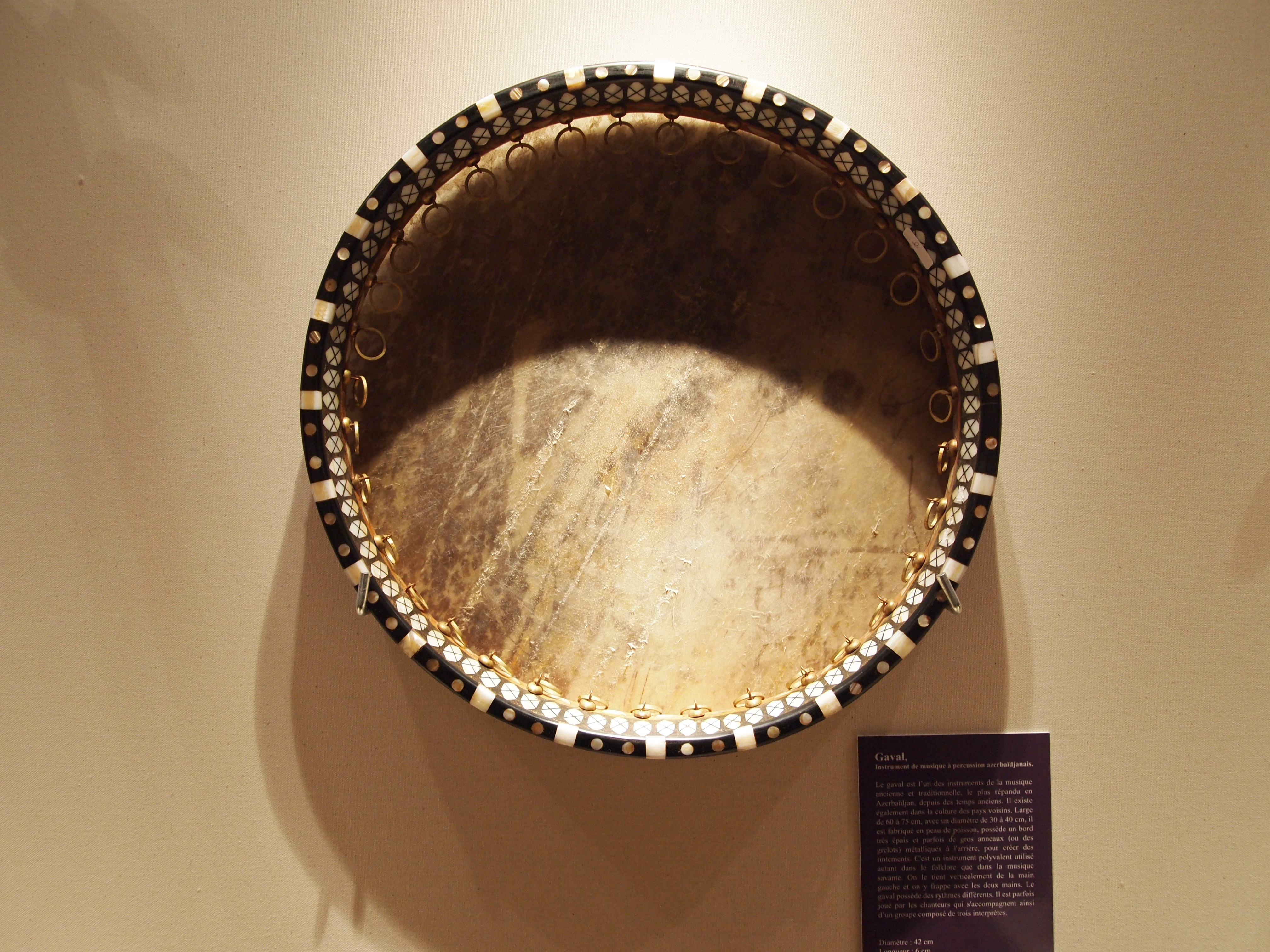
Гавал
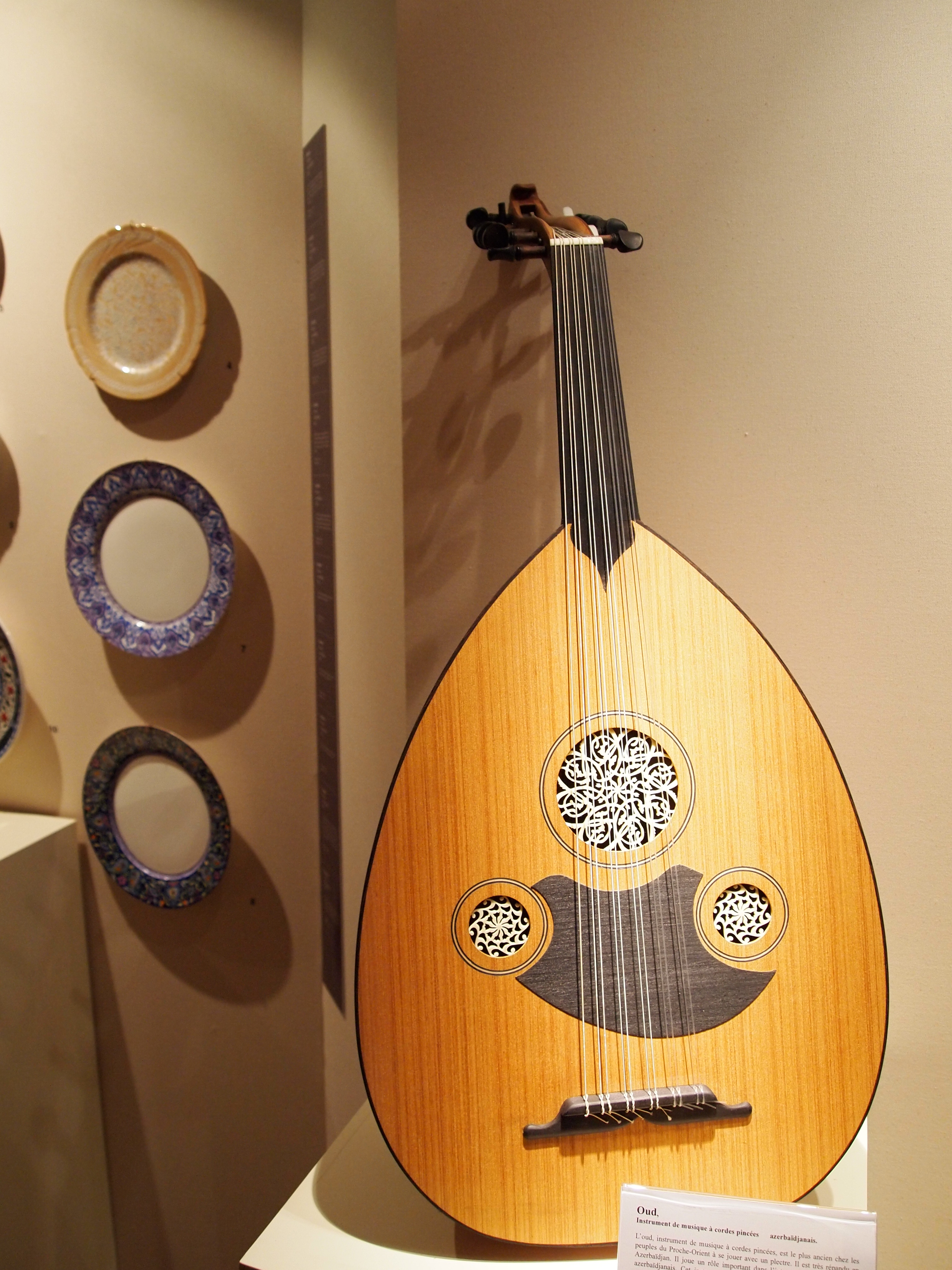
Уд

## Мугам

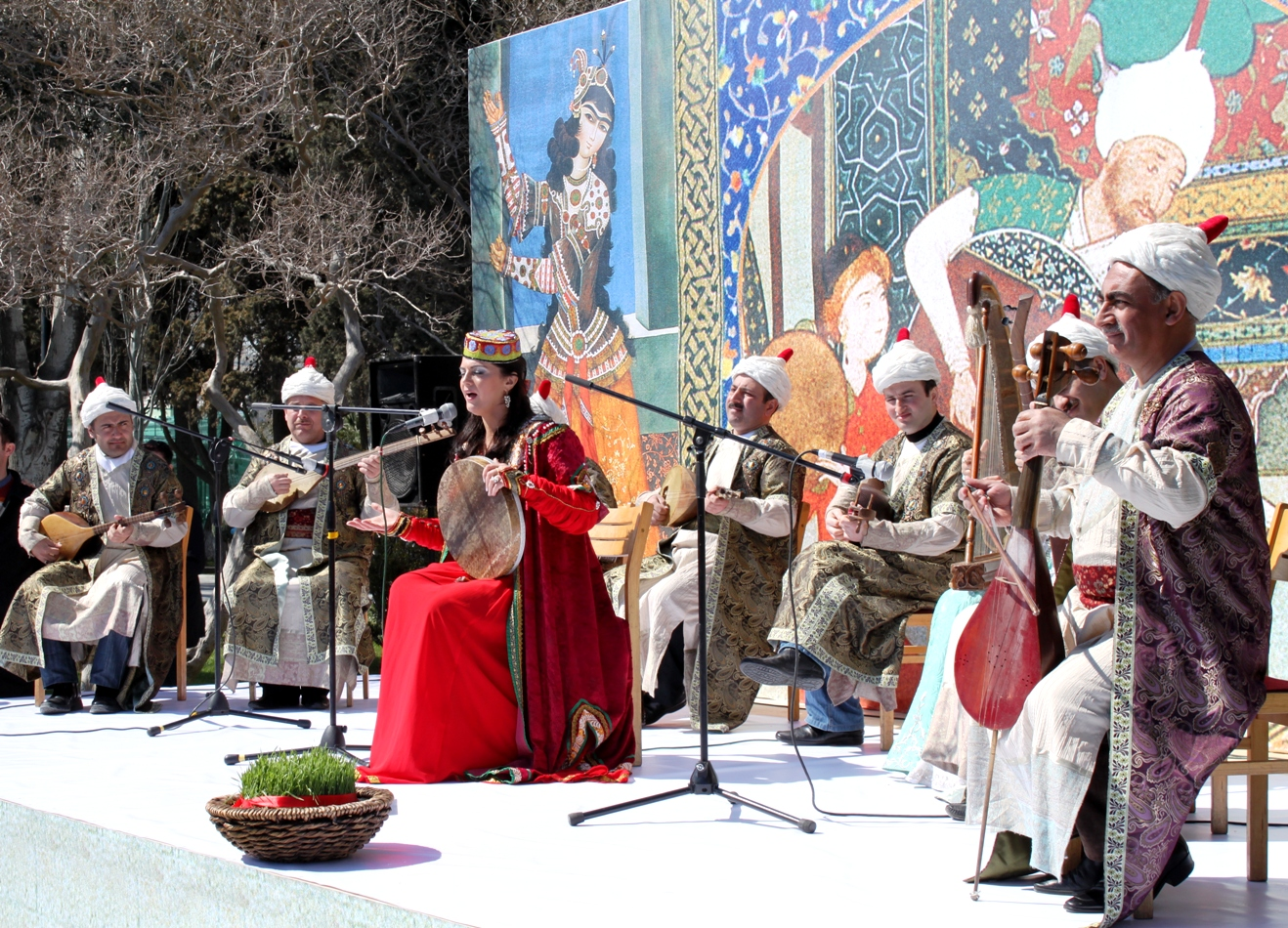
Исполнение народных песен

Муга́м основной жанр азербайджанской музыкальной устной классической традиции наряду с песенно-танцевальным фольклором. В 2003 году ЮНЕСКО объявило мугам одним из «шедевров устного и нематериального наследия человечества».
Текстами мугамов служат обычно стихи поэтов-классиков. Для мугамов характерны элементы многоголосия: выдерживание в аккомпанементе опорных ступеней вокала мелодии, имитационное построение партии тара и кеманчи. Контрастность мелодичных линий возникает в разновидности этого жанра — зерби-мугамах, в которых импровизационная вокальная партия звучит на фоне остинатных, ритмически чётких мотивов инструментов сопровождения ("Эйраты", "Аразбары" и др.). Известные мугаматисты 19-20 вв. - певцы Гаджи Гули, Кечачи Мамед, Ислам Абдуллаев, Меджид Бейбутов, Мешади Джамиль Амиров, Джаббар Карягды, Сеид Шушинский, Зульфи Адигезалов; таристы Садых Асад оглы, или Садыхджан (реформатор тара и основатель школы современной игры на этом инструменте), К. Примов, М. Мансуров, А. Бакиханов. В нач. 20 в.особую популярность имел ансамбль, в который входили Д. Карягды, К. Примов, С. Оганезашвили (кеманчист); ансамбль концертировал и за пределами Азербайджана (Варшава, Киев, Петербург и др.). Среди современных мугаматистов - певцы X. Шушинский, А. Алиев, С. Кадымова, Ш. Алекперова, таристы Б. Мансуров, Э. Дадашев, Г. Мамедов и др. Большая часть мугаматистов родом из Карабаха, в частности из г. Шуши.

## Ашугская музыка
Искусство ашугов включает в себя крестьянский фольклор. Оно импровизационно, но имеет определённые стилистические признаки (многократные точные или вариантные повторы коротких попевок, иногда одного звука, небольшой диапазон мелодий и др.). Ашугская традиция в азербайджанской культуре начинает развиваться с XV—XVI вв., когда жил и творил ашуг Гурбани (само искусство имеет более древнюю историю, согласно БСЭ восходит к мусульманской традиции озанов X—XI вв.). Среди выдающихся ашугов прошлого - Гурбани, А. Туфарганлы (16 в.), Шикесте Ширин (18 в.), Алескер (19 в.); современности - А. Рзаев, М. Байрамов, И. Юсифов, Ш. Годжаев и др.
В 2009 году на четвёртой сессии Комитета по защите нематериального наследия ЮНЕСКО в Абу-Даби (ОАЭ) искусство азербайджанских ашугов было включено в репрезентативный список Нематериального культурного наследия ЮНЕСКО. В мае 2009 года в Лувре состоялся концерт азербайджанских ашугов при поддержке фонда Гейдара Алиева.

## Тесниф
Тесниф — это малый вокальный жанр азербайджанской национальной классической музыки. Тесниф занимает важное место в репертуарах ханенде (исполнители мугамов). Один из самых ярких представителей азербайджанского вокального искусства — Бюль-Бюль. Они обычно исполняются до или после мугама. 
Поэтическую основу составляют газели, используются также гошма, баяты, герайлы и другие формы лирической поэзии. В XX веке ханенде начали использовать в теснифах стихи азербайджанских поэтов (Самед Вургун, Сулейман Рустам, Алиага Вахид, Бахтияр Вагабзаде, И. Сафарли и др.). Кара Караев, Фикрет Амиров, Тофик Кулиев, Алекпер Тагиев, Закир Багиров и музыковед М. С. Исмайлов широко использовали теснифы в своём творчестве.